# Tabor, Izrael
Tabor (hebrejsko: הר תבור‎‎ [Hor Tabor, Har Tavor] = gora Tabor) je hrib v Izraelu.
Tabor leži v spodnji Galileji in je okoli 17 km oddaljen od Galilejskega jezera. Vrh hriba doseže nadmorsko višino 588 m (po nekaterih virih 575 m). Hrib je precej opazen že od daleč, saj v bližini ni drugih visokih hribov.
Gora Tabor je znana po navedbah iz Svetega pisma nove zaveze: na Taboru se je večkrat zadrževal Jezus in tu naj bi se zgodila tudi njegova čudežna spremenitev na gori.
Danes stoji na vrhu gore cerkev, ki je posvečena Jezusovi spremenitvi, poleg nje pa je frančiškanski samostan.